# Namika
Namika (Hanan Hamdi), también conocida por su nombre artístico Hän Violett, es una cantante de hip hop y rap de ascendencia marroquí.

## Biografía

### Primeros años
Namika se crio en la ciudad alemana de Frankfurt. Sus abuelos provenían de una ciudad costera de Marruecos llamada Nador.
Atraída por la cultura de sus ancestros, Namika desarrolló un fuerte afecto por Marruecos, algo que plasma continuamente en su carrera musical.

### Carrera
Publicó su álbum debut, titulado Nador al igual que la localidad de nacimiento de sus abuelos, el 21 de julio de 2015. Este álbum incluía su primer sencillo, "Lieblingsmensch". A finales de julio de 2015 el álbum logró posicionarse en la posición No. 13 en las listas de éxitos teutonas. El sencillo "Lieblingsmensch" debutó en la posición No. 27 en las listas de éxitos de sencillos en Alemania y después de ocho semanas logró escalar a la primera posición en dicha lista.
Namika ha publicado cuatro vídeos musicales, incluyendo el de la canción "Na-Mi-Ka", perteneciente a su EP Hellwach. La artista interpretó una versión alternativa de su canción "Hellwach" (en inglés: Wide Awake) en el concurso Bundesvision en su versión 2015. La canción fue producida por el estudio Beatgees, el cual ha colaborado con artistas y bandas como Lena, Curse y Ann Sophie. En el concurso Namika representó al estado de Hessen. Al final de la competencia, el 29 de agosto de 2015, la canción finalizó en el séptimo lugar. Namika interpretó tres canciones como concursante en la competencia New Music Award del año 2015.

## Discografía

### Álbumes
| Título | Detalles                                                                                | Máxima posición en las listas | Máxima posición en las listas | Máxima posición en las listas |
| Título | Detalles                                                                                | ALE                           | AUT                           | SUI                           |
| ------ | --------------------------------------------------------------------------------------- | ----------------------------- | ----------------------------- | ----------------------------- |
| Nador  | - Publicación: 24 de julio de 2015 - Sello: Sony Music - Formatos: CD, descarga digital | 13                            | 58                            | 36                            |

### EP
| Título                | Detalles                                                            |
| --------------------- | ------------------------------------------------------------------- |
| Hellwach (Wide Awake) | - Publicación: 2015 - Sello: Sony Music - Formato: Descarga digital |

### Sencillos
| Título                              | Año  | Máxima posición en las listas | Máxima posición en las listas | Máxima posición en las listas | Certificaciones                     | Álbum |
| Título                              | Año  | ALE                           | AUT                           | SUI                           | Certificaciones                     | Álbum |
| ----------------------------------- | ---- | ----------------------------- | ----------------------------- | ----------------------------- | ----------------------------------- | ----- |
| "Lieblingsmensch" (Favourite Human) | 2015 | 1                             | 2                             | 14                            | - ALE: 3x Oro - AUT: Oro - SUI: Oro | Nador |
| "Hellwach" (Wide Awake)             | 2015 | 62                            | —                             | —                             |                                     | Nador |
| "Kompliziert" (Complicated)         | 2016 | 60                            | —                             | —                             |                                     | Nador |

Otros lanzamientos
- 2013: Flow zum Gesang (como Hän Violett)
- 2015: Nador
- 2015: Wenn sie kommen (When They Come) (con. Ali As)
- 2015: Na-Mi-Ka
- 2015: Mein Film (My Film) (con MoTrip)
- 2016: Zauberland (Magic Land)

#### Como artista invitada
| Título                                                 | Año  | Máxima posición en las listas | Certificaciones | Álbum              |
| Título                                                 | Año  | ALE                           | Certificaciones | Álbum              |
| ------------------------------------------------------ | ---- | ----------------------------- | --------------- | ------------------ |
| "Lass sie tanzen" (Let Them Dance) (Ali As con Namika) | 2016 | 37                            | - ALE: Oro      | Euphoria           |
| "Traum" (Ufo361 con Namika)                            | 2017 | —                             |                 | Ich bin 3 Berliner |

## Premios y reconocimientos
- 1Live Krone 2015: Nominada por Mejor artista femenina